# Brou-sur-Chantereine
Brou-sur-Chantereine là một xã ở tỉnh Seine-et-Marne, thuộc vùng Île-de-France ở miền bắc nước Pháp.

## Dân số
Người dân ở đây được gọi là Breuillois.
Điều tra dân số năm 1999, there were 4.280 people residing in the town.